# Partido Comunista do Equador
Partido Comunista do Equador (PCE) (em castelhano:  : Partido Comunista del Ecuador ) é um partido comunista no Equador. Foi formado em 1926 como o Partido Socialista. O partido publica o periódico El Pueblo, o secretário geral é Winston Alarcón e a ala juvenil do PCE é a Juventud Comunista del Ecuador (JCE).
Após sua fundação, o PCE gradualmente ganhou importância; em 1944, o PCE conquistou quinze dos oitenta e cinco assentos na Assembleia Nacional e teve um de seus membros nomeado ministro da educação. A primeira mulher deputada do país, Nela Martínez, pertencia ao partido. Em 1946, o Estado equatoriano baniu o PCE e prendeu muitos de seus membros. O PCE foi legalizado durante o mandato de 1948-52 do presidente Galo Plaza, mas foi banido novamente quando a junta militar assumiu o poder em 1963-1966.
Em 1964, a PCE sofreu uma grande divisão. A minoria pró- China constituiu o Partido Comunista Marxista-Leninista do Equador (PCMLE), que posteriormente ficou do lado da Albânia durante a ruptura sino-albanesa e agora mantém uma linha hoxhaista.
Em meados da década de 1960, o Departamento de Estado dos EUA estimou que o número de membros do partido era de aproximadamente 2.500.
Mais tarde, o PCE foi legalizado, embora tivesse apenas cerca de 5.000 membros em 1988. O PCE participou das eleições parlamentares e presidenciais como parte da coalizão Frente Ampla de Esquerda (FADI), que conquistou treze cadeiras no Congresso em 1986.
A principal força do PCE é seu trabalho sindical. A PCE desempenha um papel de liderança na Confederação de Trabalhadores do Equador (Confederação de Trabalhadores do Equador - CTE). O partido fazia parte da coalizão governante liderada pela Aliança PAIS.